# Сюй Хун
Сюй Хун (кит.: Xu Hong, нар. 14 травня 1968) — китайський футболіст, що грав на позиції захисника, зокрема за національну збірну Китаю. По завершенні ігрової кар'єри — тренер.
Шестиразовий чемпіон Китаю. 

## Клубна кар'єра
У дорослому футболі дебютував 1992 року виступами за команду «Ляонін Хувін», в якій провів два сезони, за результатами яких команди вигравала першість Китаю.
1994 року перейшов до клубу «Далянь Шиде», за який відіграв наступні сім сезонів. Більшість часу, проведеного у складі «Далянь Шиде», був основним гравцем захисту команди. У складі цієї команди ще чотири рази ставав чемпіоном Китаю. Завершив професійну кар'єру футболіста виступами за команду «Далянь Шиде» у 2000 році.

## Виступи за збірні
1989 року  захищав кольори олімпійської збірної Китаю.
1992 року дебютував в офіційних матчах у складі національної збірної Китаю. У складі збірної був учасником кубка Азії з футболу 1992 в Японії, на якому команда здобула бронзові нагороди, а також кубка Азії з футболу 1996 в ОАЕ.
Загалом протягом кар'єри в національній команді, яка тривала 7 років, провів у її формі 51 матч, забивши 4 голи.

## Кар'єра тренера
Розпочав тренерську кар'єру невдовзі по завершенні кар'єри гравця, 2001 року, очоливши тренерський штаб клубу «Шанхай Юнайтед».
Згодом протягом 2000-х тренував команди «Сичуань Гуаньчен», «Чунцін Ліфань», «Далянь Шиде» та «Далянь Аербін».
Наразі останнім місцем тренерської роботи був клуб «Далянь Аербін», головним тренером команди якого Сюй Хун був протягом 2013 року.

## Титули і досягнення
- Чемпіон Китаю (5):

«Ляонін Хувін»: 1992, 1993
«Далянь Шиде»: 1996, 1997, 1998, 2000
- Володар Суперкубка Китаю (1):

«Далянь Шиде»: 2000
Збірні
- Бронзовий призер Кубка Азії: 1992
- Срібний призер Азійських ігор: 1994